# Brenda Biya
Pour les articles homonymes, voir Biya.
Brenda Biya, de son nom complet Anastasie Brenda Biya Eyenga, est la fille de Paul Biya, président de la république du Cameroun et de la Première dame Chantal Biya.

## Biographie

### Enfance, éducation et débuts
Brenda Biya serait née en 1997 au palais d'Etoudi. Elle fréquente les écoles maternelle et primaire du complexe Les Coccinelles, spécialement créées pour le personnel de la présidence du Cameroun. Avec son frère aîné Paul junior, elle intègre ensuite l’internat du Collège du Léman (en), une école privée suisse réputée pour accueillir des enfants de présidents à Versoix, à une dizaine de kilomètres de Genève. Elle rejoint ensuite Los Angeles aux États-Unis, où elle poursuit ses études.
Elle y dénonce le racisme anti-noir d'un chauffeur de taxi sur son compte Twitter. À 400 dollars la course, des journalistes critiquent déjà son train de vie, son goût du luxe, des soirées arrosées avec boissons fortes et tabac.
Elle et son frère Junior sont admis à l'École nationale d'administration et de magistrature (ENAM). Des dispositions de sécurité sont prises pour leur participation aux classes. Elle affirme en novembre 2019 en « story » sur son compte Instagram souffrir de la maladie de Basedow et de troubles de la thyroïde, ce qui expliquerait une humeur changeante.

### Carrière
Brenda Biya est très active sur les réseaux sociaux et ses prises de positions - reprises dans la presse - embarrassent l'establishment camerounais. Ce qui fait l'objet de plusieurs articles de la presse opposée au régime de Paul Biya.
Elle envisage une carrière musicale et est fan de plusieurs artistes africains tels que Locko. Elle fait venir Wizkid au palais présidentiel pour un show privé.
Brenda Biya commence une carrière de rappeuse.

#### Entrepreneuriat
Le 16 avril 2020, elle lance - Bree Culture Inc Shopping, une boutique en ligne de vente de perruques.

### Expulsion par des activistes d'un hôtel à Paris
Le 14 octobre 2020, après avoir appris que Brenda Biya séjournait dans le grand hôtel parisien Plaza Athénée, l'activiste Calibri Calibro, la BAS et les « Bobi Tanap » (« Seins debouts »), s'y rendent afin de demander son expulsion aux responsables de l'établissement hôtelier,. Brenda Biya quitte l'hôtel le lendemain. Cette action déclenche des réactions contrastées, approbatives ou critiques et réprobations,,.

## Vie privée
Brenda Biya affirme être en couple dans quelques-unes de ses vidéos. 
Le 30 juin 2024, elle fait son coming out en tant que bisexuelle en postant sur son compte Instagram King Nasty une photo d'elle embrassant sa compagne, la mannequin brésilienne Layyons Valença,. Quelques jours plus tard, elle supprime la publication, annonce sa rupture et déclare avoir été manipulée,,,,,. Au Cameroun, l'homosexualité étant illégale, la prise de position de Brenda Biya suscite la controverse mais aussi de nombreuses réactions de soutien de la part notamment de défenseures des droits LGBT au Cameroun, telles Alice Nkom et Shakiro,.